# Barnebeck
Barnebeck is een plaats en voormalige gemeente in het noordwesten van de Duitse deelstaat Saksen-Anhalt, tegen de grens met Nedersaksen. Het maakt deel uit van de Landkreis Altmarkkreis Salzwedel en is sinds juli 2019 een Ortschaft van de gemeente Salzwedel; voordien behoorde het tot Henningen.
Eind 2023 telde Barnebeck 115 inwoners. De dorpskerk is thans evangelisch-luthers en dateert uit de 14e of 15e eeuw. De toren is uit het begin van de 20e eeuw, waarbij men in aansluiting op het laat-middeleeuwse zaalkerkje  bewust gekozen heeft voor verschillende materialen en stijlen: onderaan metselwerk en ruw gehakte natuursteen, bovenaan vormt het vakwerk gewelfde andreaskruizen en cirkelsegmenten in 16e-eeuwse stijl.

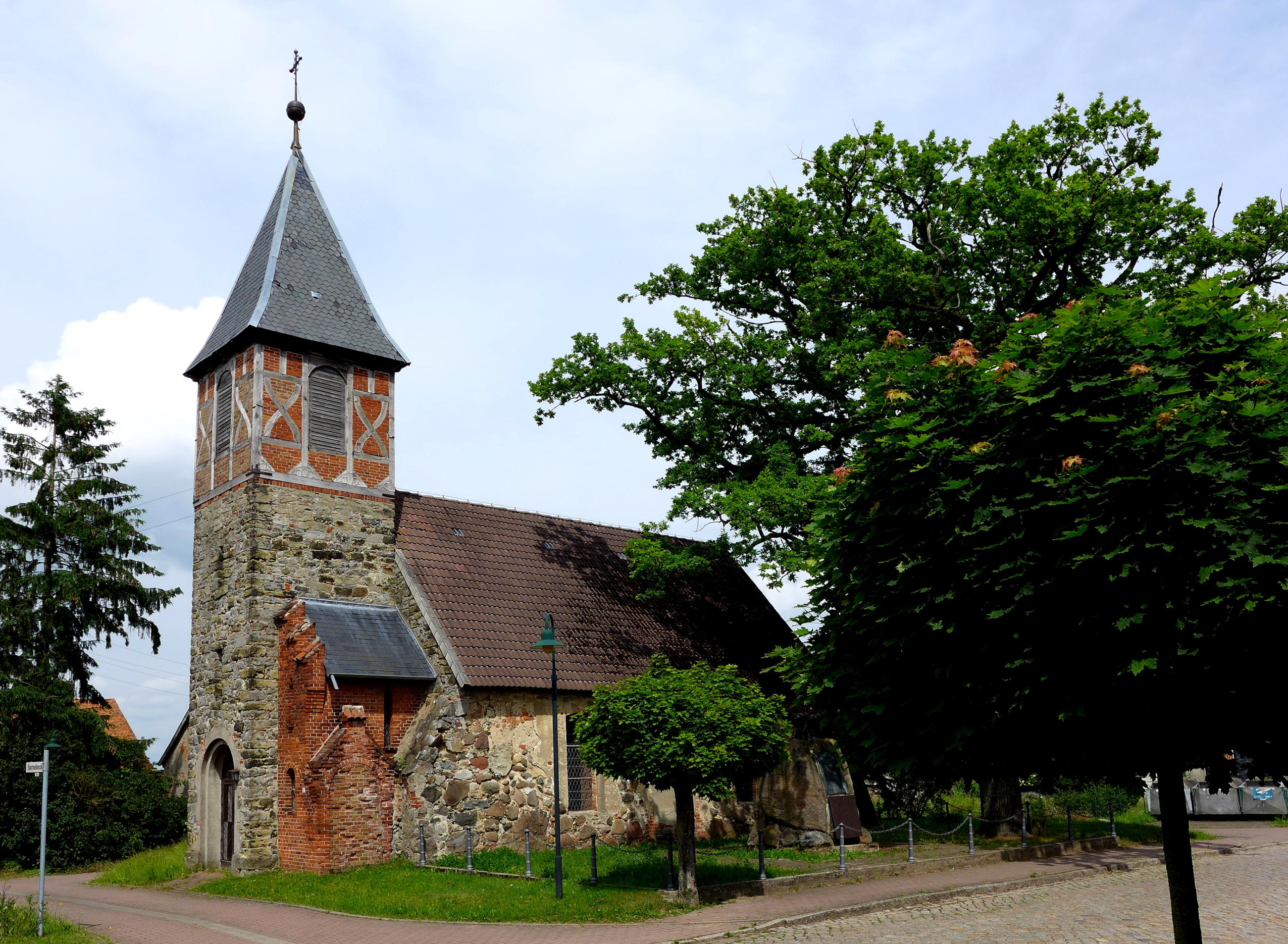
Dorpskerk
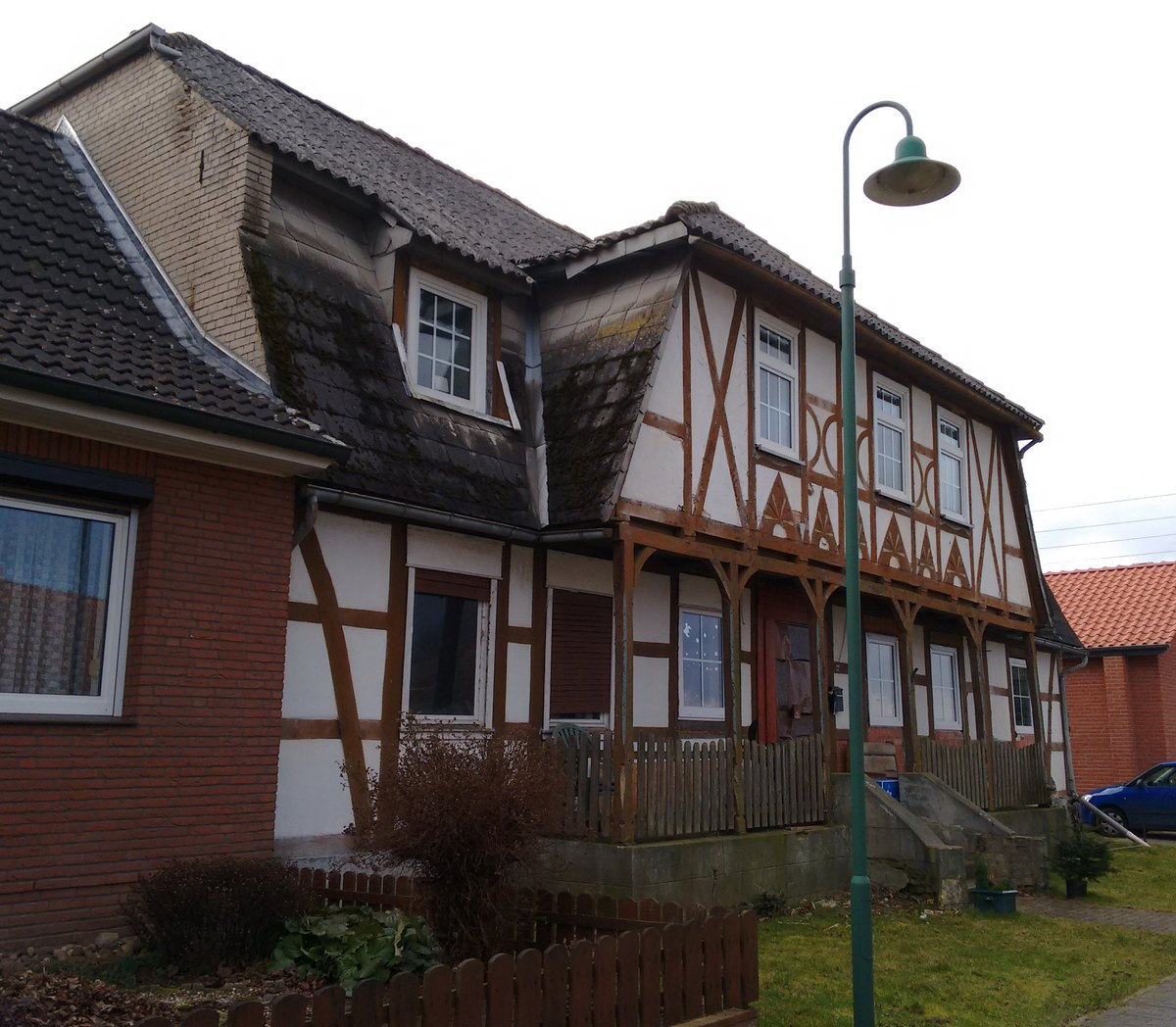
Monumentaal vakwerkhuis

## Omgeving en verkeer
Het dorp ligt in vlak akker- en weiland tussen iets meer glooiende gebieden aan de noord- en zuidkant. Erdoor loopt Kreisstraße 1002 die hier eveneens de naam Barnebeck draagt en Henningen in het oosten met Kortenbeck in het zuidwesten verbindt.
Het dorpje ligt vijftien kilometer ten westen van de stad Salzwedel en op vier kilometer ten zuidoosten van het spoorwegstationnetje van Schnega in Nedersaksen. Langs Barnebeck loopt de langeafstands-fietsroute EV13 IJzerengordijnpad.